# Schilderkwartier (Woerden)
Het Schilderkwartier is een wijk in Woerden. De straten zijn vernoemd naar kunstschilders. De wijk is gebouwd in de jaren zestig van de twintigste eeuw en sinds 2008 wordt er veel gerenoveerd en opnieuw gebouwd.
De straten die vernoemd zijn naar schilders zijn ruwweg gerangschikt naar ouderdom. Zo liggen aan de oostkant straten genoemd naar Dirk Bouts (1410–1475), Robert Campin (circa 1378 – 1444) en de gebroeders van Eijk (1390–1441). Aan de westkant liggen straten genoemd naar Coba Ritsema (1876-1961) Carel Willink (1900–1983) en de in Woerden geboren Leo Gestel (1881-1941). De langste straten, die van oost naar west door de gehele wijk lopen, zijn genoemd naar Jan Steen en Rembrandt.

## Voorzieningen
In het Schilderkwartier zijn diverse basisscholen, waaronder een "brede school" en een middelbare school. Het winkelcentrum Tournoysveld voorziet in de dagelijkse behoeften van de directe omwonenden. Er zijn ook verschillende sportverenigingen. In het Schilderskwartier is een (multifunctioneel) wijkcentrum gevestigd: De Plint.

## Openbaar vervoer
Er is een busdienst door de wijk, die van en naar het station van Woerden loopt.